# LEGO Star Wars: Bombad Bounty
LEGO Star Wars: Bombad Bounty (2010) er en officiel, computeranimeret Star Wars-kortfilm instrueret af Peder Pedersen og produceret af det danske firma M2Film for Lego i samarbejde med Lucasfilm. Den havde Danmarkspremiere i Troldspejlet den 27. november 2010.
Filmen kombinerer handlingen fra de tre første Star Wars-film (episode 4-5-6) med en ny, sideløbende historie, hvor Jar Jar Binks jagtes af dusørjægeren Boba Fett!